# Revoluția Junilor Turci

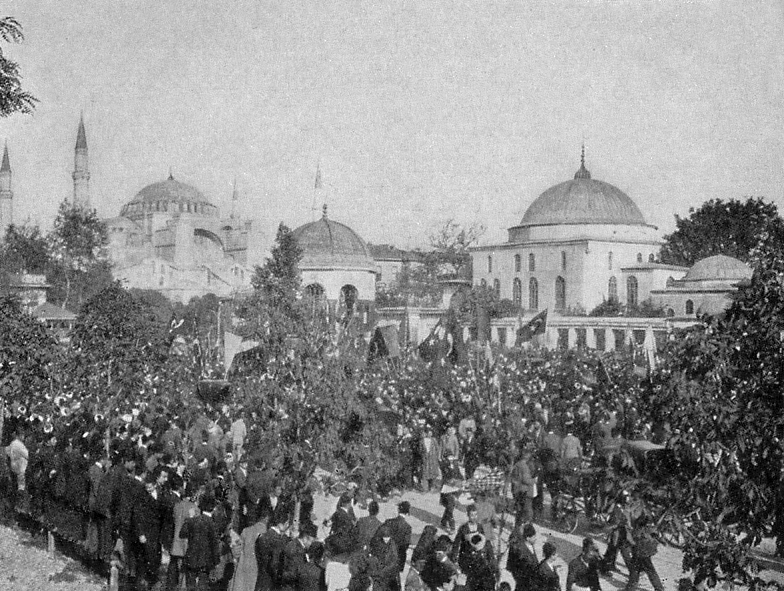
Demonstrație în cartierul Sultanahmet al orașului Constantinopol, 1908

Revoluția Junilor Turci din 1908 l-a obligat pe sultanul Imperiului Otoman Abdul Hamid al II-lea să revină asupra deciziei de suspendare a parlamentului și a marcat începutul celei de-a doua perioade constituționale din istoria imperiului. Revoluția, care a marcat un moment important în istoria Imperiului Otoman, a procesului de disoluție a acestuia, a fost rezultatul unirii eforturilor reformatorilor pluraliști, naționaliștilor turci, seculariștilor de inspirație occidentală și a altor forțe care considerau că absolutismul sultanului este vinovat pentru situația grea în care se zbătea statul.
Revoluția a repus în drepturi parlamentul, care fusese suspendat de sultan în 1878. Procesul de înlocuire a instituțiilor monarhice cu cele constituționale și introducerea politicilor electorale democratice nu a fost un proces simplu sau lipsit de vărsare de sânge. Pe de altă parte, zonele periferice ale imperiului au continuat să lupte pentru desprinderea de centru, sub influența unor mișcări revoluționare locale.

## Revoluția

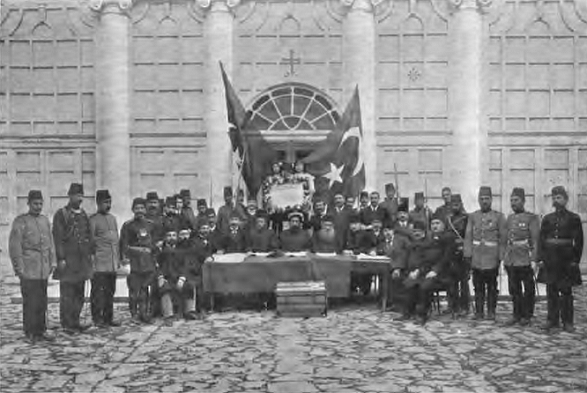
Proclamarea Revoluției Junilor Turci de către liderii mileturilor otomane

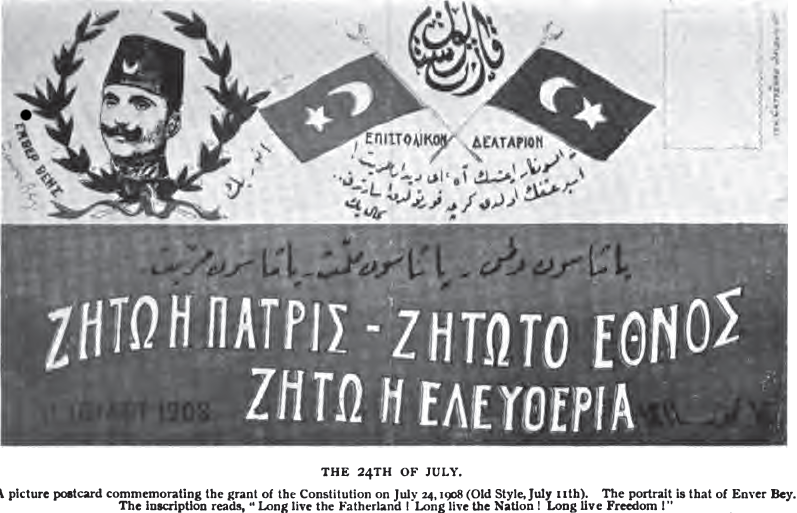
Carte poștală din timpul revoluției purtând sloganul „Trăiască patria, națiunea și libertatea” în turcă și greacă. În stânga se află portretul lui Enver Pașa

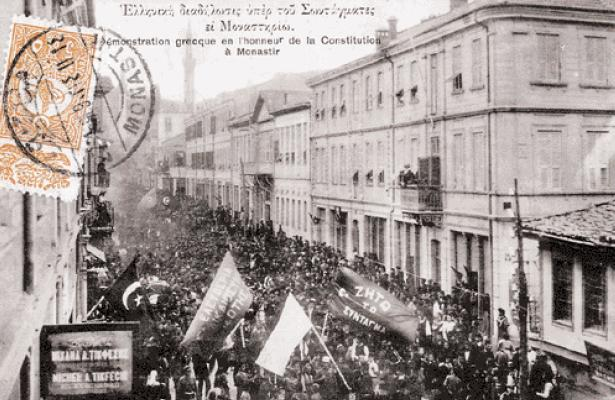
Demonstrație a grecilor în Manastır (Bitola) în sprijinul noii constituții

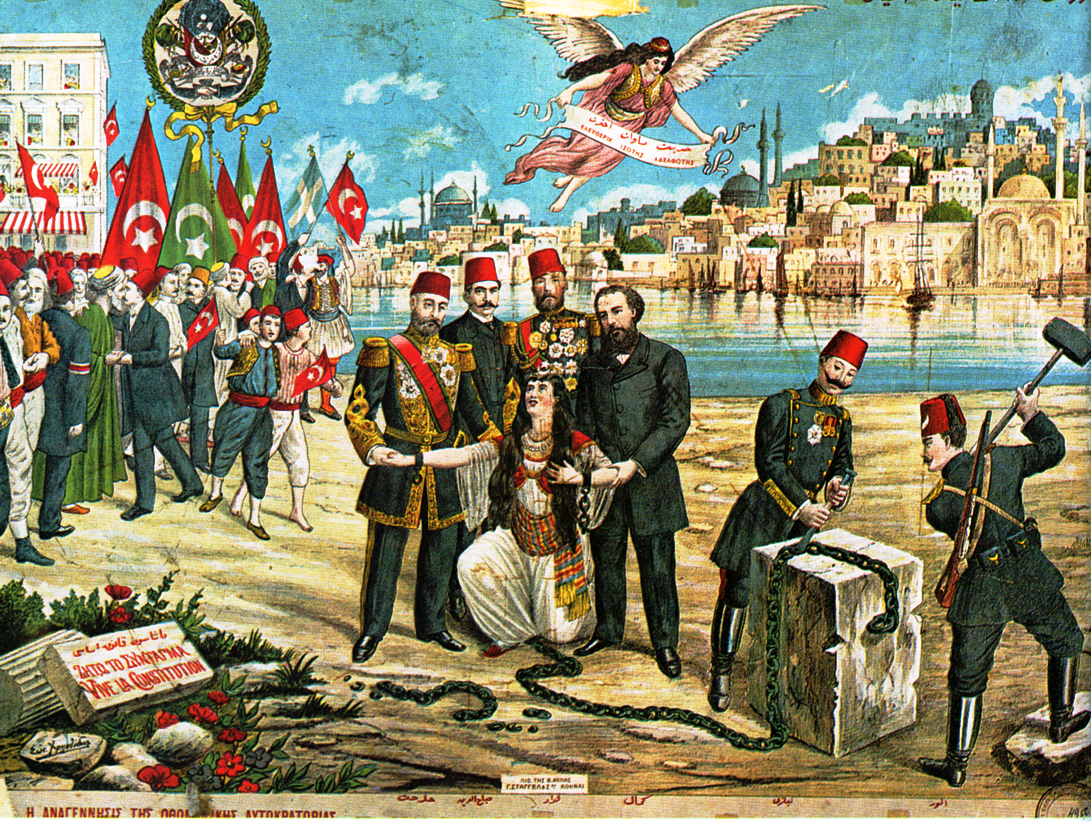
Litografie greacă care celebra noua constițuție și proclamarea egalității și frăției între supușii otomani

### Rebeliunea
Rebeliunea a izbucnit la mijlocul lunii aprilie, când, sub conducerea liderilor Junilor Turci, Corpul de armată al 3-lea din Macedonia a plecat în marș spre Constantinopol. Încercarea sultanului de înăbușire a rebeliunii a eșuat și a dus la creșterea popularității mișcării în rândurile trupei și la răspândirea ei în întreg imperiul. Pe 24 iulie, sultanul Abdül Hamid  a anunțat restaurarea constituției.

## Urmări
Cele mai importante rezultate ale Revoluției Junilor Turci din 1908 au inclus:
- Crearea graduală a noii elite guvernamentale.
- Crearea condițiilor pentru abdicarea lui Abdul Hamid al II-lea în favoarea lui Mehmed al V-lea în 1909.
- A deschis calea spre consolidarea noii administrații civile și militare.
- Unificarea organizațiilor mici a Junilor Turci în cadrul partidului Comitetul Unității și Progresului (CUP).
- Propulasarea pe primul loc al scenei politice otomane a Comitetului Unității și Progresului.
- Intrarea în legalitate a Federației Revoluționare Armene (FRA) și transformarea acesteia în principalul reprezentant al comunității armene din imperiu[3]. FRA a înlocuit rapid elita politca armeană de până atunci, formată din negustori, meșteșugari și clerici care dorea obținerea unor privilegii sporite în cadrul politicii cunoscute ca Otomanism, lansate odată cu Prima perioadă constituțională.
- Înlocuirea elitei politice musulmane albaneze, care a beneficiat din plin de pe urma fidelității față de sultan, cu un val nou al intelectualilor naționaliști. Revoluționari precum Bajram Curri, Nexhib Draga și Myfit Libohova i-au unit pe albanezii de religii diferite sub stindardul luptei pentru reforme și pentru crearea unui stat independent.
- Înlocuirea liderilor conservatori evrei cu unii reformiști.

În ciuda naturii reformatorare și unificatoarea a Revoluției Junilor Turci, populația creștină armeană avea sa cadă pradă genocidului – considerat primul genocid al secolui al XX-lea.